# 마시모 라니에리

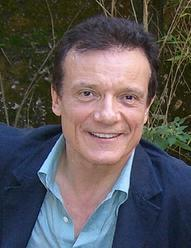

마시모 라니에리(Massimo Ranieri, 1951년 5월 3일 ~ )는 이탈리아의 배우, 가수, 연극 배우, 영화배우, 텔레비전 배우이다.
나폴리에서 태어났다.

## 영화
- 음모 (2016년)
- 라 메라빌리오자 벤추라 디 안토니오 프랑코니 (2011년)
- 스코사 (2011년)
- 룰티모 가토파르도 (2010년)
- 열정 (2010년)
- 사랑하기 위한 용기 (2005년)
- 등대의 혈투 (1971년)
- 메텔로 (1970년)